# 세가와 유스케
세가와 유스케(일본어: 瀬川 祐輔, 1994년 2월 7일 ~ )는 일본의 축구 선수이다. 현재 J1리그의 가와사키 프론탈레에서 뛰고 있다.

## 구단 경력
그는 2016년부터 J리그의 더스파구사쓰 군마, 오미야 아르디자, 가시와 레이솔, 쇼난 벨마레, 가와사키 프론탈레에서 뛰었다.